# Alvania porcupinae
Alvania porcupinae is een slakkensoort uit de familie van de Rissoidae.
De wetenschappelijke naam van de soort is voor het eerst geldig gepubliceerd in 1982 door Gofas & Warén.